# Alveolární nazála
Alveolární nazála je souhláska, která se vyskytuje v mnoha jazycích. V mezinárodní fonetické abecedě se označuje symbolem n, číselné označení IPA je 116, ekvivalentním symbolem v SAMPA je n.

## Charakteristika
- Způsob artikulace: ražená souhláska (ploziva). Vytváří se pomocí uzávěry (okluze), která brání proudění vzduchu a je na posléze uvolněna, čímž vzniká zvukový dojem – od toho též označení závěrová souhláska (okluziva).
- Místo artikulace: dásňová souhláska (alveolára). Při artikulaci se jazyk dotýká horního dásňového oblouku.
- Znělost: Znělá souhláska – při artikulaci hlasivky vibrují.
- Nosová souhláska (nazála) – vzduch prochází při artikulaci před uvolněním uzávěry nosní dutinou.
- Středová souhláska – vzduch proudí převážně přes střed jazyka spíše než přes jeho boky (po uvolnění uzávěry).
- Pulmonická egresivní hláska – vzduch je při artikulaci vytlačován z plic.

Tato hláska patří mezi sonory, tj. má kromě šumové a i tónovou charakteristiku. V některých jazycích může plnit funkci slabičného jádra – slabikotvorné n [n̩].
Před zadopatrovými souhláskami [k] a [g] se obvykle posouvá místo artikulace a hláska se vyslovuje též jako zadopatrová [ŋ]. Tato obměna je v mnoha jazycích samostatným fonémem, v jiných se považuje za alofonní k /n/.

## V češtině
V češtině se tato hláska zaznamenává písmenem N, n.
Výjimečně se stává slabikotvornou souhláskou.
Před /k/ a /g/ se obvykle vyslovuje zadopatrově, např. ve slově banka. V češtině není [ŋ] samostatným fonémem.